# Hřiměždice (zámek)
Hřiměždice jsou zámek ve stejnojmenné vesnici v okrese Příbram ve Středočeském kraji. Postaven byl v osmnáctém století a spolu s malou částí přilehlého hospodářského dvora je chráněn jako kulturní památka.

## Historie
Hřiměždice patřily od roku 1686 k majetku Strahovského kláštera. Na začátku osmnáctého století vesnici koupil rytíř Adam z Mateřova a učinil z ní centrum drobného statku. Panským sídlem se stal malý zámek, který nechal vybudovat buď Adam, nebo pravděpodobněji některý z následníků, kterými byli Josef Vítek ze Salzbergu a Josef z Fliegelsfeldu. První písemná zmínka o zámku pochází z roku 1788. K dalším majitelům patřili Jan Müller, svobodný pán Emil Styeflied, rodina Endlů a František Wanka. Ve druhé polovině dvacátého století budova sloužila Okresnímu dětskému domovu a využívalo ji Národní muzeum jako depozitář sbírek divadelního oddělení.

## Stavební podoba
Zámek byl postaven ve slohu klasicistního baroka. Přízemní budova má mansardovou střechu, ze které do doby okolo roku 1945 vybíhala vížka z hodinami. Z průčelí vystupuje dvouosý rizalit s římsovitými pilastry. Fasády jsou členěné obdélnými okny a pilastry.
V sousedství zámku se nachází hospodářský dvůr, z jehož budov je památkově chráněna jen sýpka. K zámeckému areálu patří také dům čp. 2, bývalý správcovský dům, malý park a zbytky původní ohradní zdi.